# 灣鱷
湾鳄（學名：Crocodylus porosus），又名河口鱷、鹹水鱷、入江鱷，為鱷科23個物種中最大型的，現存世界上最大的爬行動物，同時也是现存咬合力最強的動物，可達4200磅。
其种加词“Porosus”意为“多孔的”。

## 特征
由于湾鳄是鱷目中唯一頸背沒有大鱗片的鱷魚，所以亦被稱為「裸頸鱷」、「裸肩鱷」。
雄性鱷魚成年後體長可達5米，最大6米以上。雌性成年體長約2.5至3米，最大4米。成年雄鱷體重可達300公斤至400公斤，最大超過1000公斤以上。成年雌鳄最大200公斤左右。幼體呈淡褐色，身軀及尾部有黑色的斑點條紋。成體顏色較深，腹部淡黃色或白色，尾巴底部末端灰色。上颌每侧具齿16-19枚，下颌每侧14-15枚。

## 分佈
灣鱷為熱帶物種。原產泰國、馬來西亞等東南亞地區，印度亦有發現，主要分佈於澳洲北部及巴布亞紐幾內亞；曾有目睹報告在香港、硫磺島、新喀里多尼亞、斐濟及日本海發現。適合生活在不同的濕地，如河口、紅樹林、沼澤等地和潮間帶。
2000年後，灣鱷活動範圍從河口開始延伸到淺海，已經有大量出沒在沙灘、淺海的記載和新聞，甚至在海灘攻擊狗和人類。

### 歷史分佈
古代的灣鱷在中國中仅嶺南地区有分佈。《巡海記》記載，1907年廣東水師提督李准乘坐名為「伏波」、「琛航」兩艘軍艦從海南島駛往西沙群島一帶視察，途中有灣鱷爬上艦邊，但最後被擊退。
此前，Lesson(1801),Boukenger(1889)及Gadow(1901)也先後報導在中國南方產灣鱷，但並無具體地點及可供查証的實物標本。在香港發現的骨骼顯示灣鱷昔日曾在嶺南地區出沒，大概在紅樹林棲息。
嶺南古鱷中有灣鱷及韩愈鳄，主要分佈在沿海岸和潮汐帶。唐代韓愈在潮州所作《祭鱷魚文》提到的正是灣鱷。三國時期孫吳鄱陽郡太守周魴之子周處殺死的蛟龍正是一條灣鱷。

## 習性
具地盤意識。擁有適應高鹽度水質的生理結構。灣鱷位於濕地食物鏈的最高層次。幼體以捕食昆蟲、兩棲類、甲殼類、細小的爬行類及魚類為主，成體會捕食體形更大的動物，但主要以泥蟹、龜、巨蜥及水鳥為食物，部分體形更大的成體甚至會捕食鯊魚、亞洲象、犀牛、水牛、牲畜、野豬及猴子。灣鱷更曾有攻擊人，甚至襲擊船隻的記錄，故又名為「食人鱷」。
交配季節在每年5到6月之間，因應地區而定：泰國品種在每年7到8月產卵，爪哇品種甚至可在2月見到鱷卵。雄性以身軀壓在雌性背上，前肢抓緊雌鱷不放，用尾繞著雌性後段，進行交配，持續數小時之久。灣鱷利用腐草作為巢穴，每次產20-90枚卵。經過75日(爪哇)至96日(斯里蘭卡)便可孵出幼鱷。
成年灣鱷幾乎沒有天敵，還可以獵殺老虎、豹這種大型哺乳動物，然而牠們與其他頂級掠食者的對抗可能會導致受傷甚至死亡。
普拉納貝斯·桑亞爾（Pranabes Sanyal）博士是紅樹林生態系統的權威，1980年至1986年擔任孫德爾本斯虎保護區（Sundarbans Tiger Reserve）的前現場主管。普拉納貝斯·桑亞爾博士在一份美國知識、文藝類的綜合雜誌《紐約客》（The Natural World April 21, 2008 Issue Tigerland）表示：「根據目擊者的報導，一隻一千八百磅的灣鱷被老虎殺死。」另外，野豬和巨蜥會食鱷魚蛋。小鱷魚可能面臨來自巨蜥、掠食性魚類、豹、老虎、大型鱷魚以及各種猛禽和水鳥的危險。

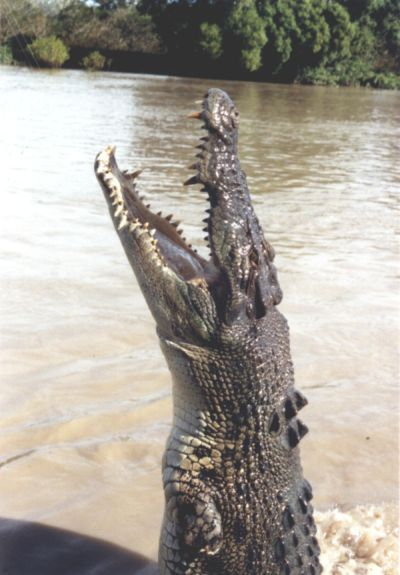
一隻跳出水面的灣鱷

2011年8月，野生動物專家說，這是孫德爾本斯虎保護區中第一隻灣鱷殺死孟加拉虎的記錄案例。一隻年齡約為8-10歲母老虎看來被一隻14英尺長的灣鱷殺死。最近在倫滕波爾國家公園，至少有五起老虎與鱷魚打鬥事件在母虎被殺之前曾報導，但在這五起案件中，因為老虎與鱷魚在陸地打鬥，所以鱷魚被老虎殺死。在這一次事件中，母虎在穿越河流時，被灣鱷襲擊殺死。毫無疑問，當灣鱷在水時肯定會比在陸地上更有優勢。

## 體型
有史以來已確認的最大的灣鱷於1979年在巴布亞紐幾內亞的漁網中溺亡，牠乾燥皮膚後體長估計為6.2公尺（20英尺4英寸），考慮到收縮和尾尖缺失，估計長度為6.3公尺（20英尺8英寸）。根據頭骨長度推算，新加坡發現的多個樣本估計生前體長超過6公尺（19英尺8英寸）的雄性鱷魚。根據一隻大型越南灣鱷死後的頭骨長度，可靠估計體長為6.3至6.8公尺（20英尺8英寸 - 22英尺4英寸）。然而，根據一些有史以來被射殺的鱷魚頭骨，該物種最大成員可能達到的最大尺寸被認為是7公尺（23英尺）。澳洲政府的一項研究承認，灣鱷最大的成員可能體長為6至7公尺（19英尺8英寸 - 23英尺），體重為900至1,500公斤（2,000至3,300磅）。此外，同一組織關於鱷魚形態和生理的研究論文估計，體長達到7公尺（23英尺）的灣鱷體重約為2,000公斤（4,400磅）。
由於該物種的極端體型和高度攻擊性，較大樣本的重量經常很少被記錄下來。一隻名為「甜心」（Sweetheart）的灣鱷，體長5.1公尺（16英尺9英寸），體重780公斤（1,720磅）。另一隻名為「戈梅克」（Gomek）的灣鱷，體長5.42公尺（17英尺9吋），體重約860公斤（1,900磅）。 1992年，一條名為「布章森南」（Bujang Senang）的臭名昭著的食人鱷魚在馬來西亞沙撈越被獵殺，體長5.7公尺（18英尺8英寸），體重超過900公斤（2,000磅）。泰國北欖府鱷魚園暨動物園的一條灣鱷和暹羅鱷雜交品種，名為“Yai”（生於1972年6月10日），據稱是有史以來圈養的最大的鱷魚，體長6公尺（19英尺8英寸），重約1,118公斤（2,465磅）。
1962年，在北領地的阿德雷德河，一隻大型雄性灣鱷被射殺。根據記錄，體長6.1公尺（20英尺），重1,097公斤（2,418磅）。菲律賓的一隻大型雄性鹹水鱷（名為Lolong）是有史以來被捕獲並圈養的最大的鹹水鱷之一，體長6.17公尺（20英尺3吋），體重1,075公斤（2,370磅） 。2013年「Lolong」去世後，最大的圈養鱷魚是“卡西烏斯”，被飼養在澳大利亞昆士蘭州綠島的海洋世界鱷魚園。“卡西烏斯”在2024年11月去世前，體長5.48公尺（18英尺），體重約1,300公斤（2,870磅）。

## 種群動態及保護
灣鱷在多數國家是受保護的，但有些國家的保護有效性值得懷疑。國際上公認保護得最好的應屬巴布亞新畿內亞和澳大利亞，那裏的野生種群都處於可持續利用和增長狀態。現在有一個與上述兩個國家相類似的保護管理計劃正在印度尼西亞開始試驗和實施。

## 養殖及利用
灣鱷體大，皮張品質好，價值高，因此世界上許多國家都飼養灣鱷。巴布亞新幾內亞、澳洲、東南亞，甚至連本身不產鱷的法国也都有規模性的養殖場。中國南方於唐宋時期曾有大量灣鱷分布，後因種種原因而絕跡，1980年廣東汕頭曾從泰國引進20多條暹羅鱷和灣鱷，後因飼養管理不善而未獲成功。20世紀70年代，廣東省和海南省先後建立了5個飼養場，目前大部分養殖均取得了繁殖後代的經驗。目前灣鱷飼養規模最大的首推澳洲和泰國。

## 著名灣鱷
- 貝貝
- 落龍
- 小河

## 資料來源
- 《中國動物志：爬行綱》
- 《兩生爬行類圖鑑》
- 《香港生態情報》
- 《中國重點野生動物研究叢書：揚子鱷研究》